# Gobernador de Jalisco
El gobernador del Estado Libre y Soberano de Jalisco es la persona titular del poder ejecutivo local de Jalisco. Es electo por voto directo y universal. Asume el cargo el 6 de diciembre del año de los comicios para mantenerse en el cargo un mandato de seis años para terminar un 5 de diciembre; una vez electo no podrá volver a asumir el cargo, ni siquiera interino, sustituto o encargado del despacho. 
En el caso de ausencia absoluta del gobernador como muerte, renuncia o sustitución, el secretario general de Gobierno asumirá como encargado del despacho en lo que el Congreso del Estado nombre a un gobernador interino o substituto; mas si la ausencia absoluta se diera el día de la toma de posesión sin explicación alguna asumirá cualquier ciudadano que designe el Congreso del Estado como gobernador interino en lo que se convocan a elecciones extraordinarias.

## Requisitos para ejercer el cargo
Con conformidad al artículo 122 de la Constitución Política de los Estados Unidos Mexicanos que establece las características que las constituciones locales estipulen sobre los requisitos para los gobernadores y el artículo 37 de la Constitución Política del Estado de Jalisco, para ser gobernador de Jalisco se requiere:

1. Ser ciudadano mexicano por nacimiento, en pleno ejercicio de sus derechos;
2. Tener cuando menos treinta años de edad el día de la elección;
3. Ser nativo del Estado o avecindado en él, cuando menos, cinco años inmediatamente anteriores al día de la elección;
4. No estar en servicio activo en el Ejército Nacional ni en las fuerzas de seguridad pública del Estado, cuando menos noventa días anteriores a la elección, y
5. No ser Secretario General de Gobierno, Fiscal General, Secretario del Despacho del Poder Ejecutivo, a no ser que se separe del cargo cuando menos noventa días antes de la elección.

## Sucesión
La sucesión del gobernador de Jalisco en su ausencia absoluta procedería de la siguiente forma:
- Si en el día de la toma de protesta se hubieran declarado nulas las elecciones o el gobernador electo no se presentara, terminaría el mandato del gobernador saliente, y el Congreso del Estado nombraría a cualquier ciudadano gobernador interino, quien estaría en funciones hasta el inicio del mandato para completar el periodo original de un gobernador electo extraordinariamente (artículo 42).
- Si la falta absoluta del gobernador se diera en los primeros dos años del mandato, el secretario general de gobierno asumiría como encargado del despacho hasta que se procedería con la misma dinámica que en el punto anterior (artículo 39).
- Si la falta absoluta del gobernador se diera en los últimos cuatro años del mandato, el secretario general de gobierno asumiría como encargado del despacho hasta que el Congreso del Estado nombrara a un gobernador sustituto para completar el periodo correspondiente (artículo 40).

## Gabinete de Jalisco
La Administración Pública del Estado auxilia al gobernador en el cumplimiento de sus funciones y facultades constituciones y legales, más no forma parte del poder ejecutivo estatal. Sus titulares son comúnmente llamados Gabinete de Jalisco. 
Está conformada por la Administración Pública Centralizada —integrada por dependencias— y la Administración Pública Paraestatal —integrada por entidades—. Las dependencias que configuran Administración Pública Centralizada son las secretarías, la Fiscalía General del Estado, la Procuraduría Social del Estado, la Contraloría General del Estado y los órganos desconcentrados y auxiliares. 
El artículo 12 de la Ley Orgánica del Poder Ejecutivo del Estado de Jalisco establece las siguientes secretarías:

1. Secretaría General de Gobierno
2. Secretaría de Planeación, Administración y Finanzas
3. Secretaría de Educación
4. Secretaría de Salud
5. Secretaría de Infraestructura y Obra Pública
6. Secretaría de Desarrollo Económico
7. Secretaría de Turismo
8. Secretaría de Desarrollo Rural
9. Secretaría de Medio Ambiente y Desarrollo Territorial
10. Secretaría de Desarrollo e Integración Social
11. Secretaría de Innovación, Ciencia y Tecnología
12. Secretaría de Cultura
13. Secretaría de Trabajo y Previsión Social
14. Secretaría de Movilidad.

La Fiscalía General del Estado es la dependencia encargada de la procuración de justicia y la seguridad pública, por lo que tiene en su encargado la dirección de la Policía Estatal y el Ministerio Público. Su titular, denominado el fiscal general, puede ser nombrado y removido libremente por el gobernador, pero tiene que ser ratificado por lo menos con dos tercios de los diputados presentes en la sesión del Congreso del Estado.
La Procuraduría Social del Estado es la dependencia dirigida por el procurador social con funciones de defensor del pueblo, el cual es nombrado y removido libremente por el gobernador.
La Contraloría del Estado es la dependencia encargada de la auditoría de la Administración Pública del Estado. Su titular se denomina contralor y puede ser nombrado y removido libremente por el gobernador, pero debe ser ratificado por lo menos con la mayoría de los diputados presentes en la sesión del Congreso del Estado, es decir, más del cincuenta por ciento.